# Keltiberščina
Keltiberščina je izumrl keltski jezik, ki so ga v starem veku govorili Kelti na Iberskem polotoku. Pisne vire v keltiberščini so odkrili v osrednjem delu severne Španije, na območju med mestom Burgos na zahodu in Zaragozo na vzhodu. Najpomembnejši spomenik je bronasta plošča iz Botorrite, poleg tega pa je jezik izpričan v nekaj krajših napisih ter ostankih imen na ploščicah, kovancih in keramičnih predmetih. Večina virov je pisanih v polzlogovni iberski pisavi, manjše število pa v latinici. Sledovi keltskih jezikov so na iberskem polotoku prisotni tudi v številnih krajevnih imenih. 

## Značilnosti
Keltiberščina pripada podskupini celinskih keltskih jezikov, vendar se od ostalih jezikov te podskupine bistveno razlikuje v tem, da je Q-keltskega tipa in ne P-keltskega, kar pomeni da je ohranila prvotni praindoevropski in prakeltski glas *kw, medtem ko se je le-ta v drugih celinskih keltskih jezikih razvil v [p]. Slednje je bilo utemeljeno šele ob odkritju bronaste plošče iz Botorrite. Keltiberščina se je domnevno prva ločila od prakeltske jezikovne skupnosti, saj naj bi Kelti na Iberski polotok prodrli med 10. in 5. stoletjem pr. n. št.
Keltiberščina je tako ohranila nekatere arhaične značilnosti. Kot edini keltski jezik pozna osebni zaimek za tretjo osebo ios »on«, ki je v drugih keltskih jezikih ohranjen zgolj kot naslonka. V skladnji se pojavlja raba členkov -kue »in«, nekue »niti« in -ue »ali«, kar je podobno kot v latinščini.

## Pisava
Večina keltiberskih napisov je v iberski pisavi. Iberska pisava je delno zlogovna in delno abecedna, uporabljala pa se je tudi za pisanje drugih predlatinskih jezikov iberskega polotoka.

## Napisi
Najpomembnejši spomenik keltiberščine je bronasta plošča iz Botorrite. Odkrita je bila leta 1970, izvira pa iz okoli leta 100 pr. n. št. 
A.1. tirikantam : berkunetakam : tokoitoskue : sarnikio (:) kue : sua : kombalkez : nelitom
A.2. nekue [: to : u]ertaunei : litom : nekue : taunei : litom : nekue : masnai : tizaunei : litom : soz : auku
A.3. aresta[lo] : tamai : uta : oskues : stena : uerzoniti : silabur : sleitom : konskilitom : kabizeti
A.4. kantom [:] sankilistara : otanaum : tokoitei : eni : uta : oskuez : boustomue : koruinomue
A.5. makasiamue : ailamue : ambitiseti : kamanom : usabituz : ozas : sues : sailo : kusta : bizetuz : iom
A.6. asekati : [a]mbitinkounei : stena : es : uertai : entara : tiris : matus : tinbituz : neito : tirikantam
A.7. eni : oisatuz : iomui : listas : titas : zizonti : somui : iom : arznas : bionti : iom : kustaikos
A.8. arznas : kuati : ias : ozias : uertatosue : temeiue : robiseti : saum : tekametinas : tatuz : somei
A.9. enitouzei : iste : ankios : iste : esankios : uze : areitena : sarnikiei : akainakubos
A.10. nebintor : tokoitei : ios : uramtiomue : auzeti : aratimue : tekametam : tatuz : iom : tokoitoskue
A.11. sarnikiokue : aiuizas : kombalkores : aleites : iste : ires : ruzimuz : abulu : ubokum
Naslednji je primer daljšega napisa iz kraja Peñalba de Villastar: 
ENIOROSEI
VTA TIGINO TIATVNEI
TRECAIAS TO LVGVEI
ARAIANOM COMEIMV
ENIOROSEI EQVEISVIQVE
OCRIS OLOCAS TOGIAS SISTAT LVGVEI TIASO
TOGIAS
- Plošča iz Cortona; neznan izvor.
- Plošča iz Luzage (Guadalajara).
- Tesera iz Uxame (Osma, provinca Soria).

- Prva bronasta plošča iz Botorrite (Zaragoza).
- Druga plošča iz Botorrite (Zaragoza).
- Fröhnerjeva tesera; neznan izvor.